# Girkhausen (Bad Berleburg)
Girkhausen (mundartlich Gaerkhaus) ist ein Ortsteil von Bad Berleburg im Kreis Siegen-Wittgenstein, Nordrhein-Westfalen (Deutschland).

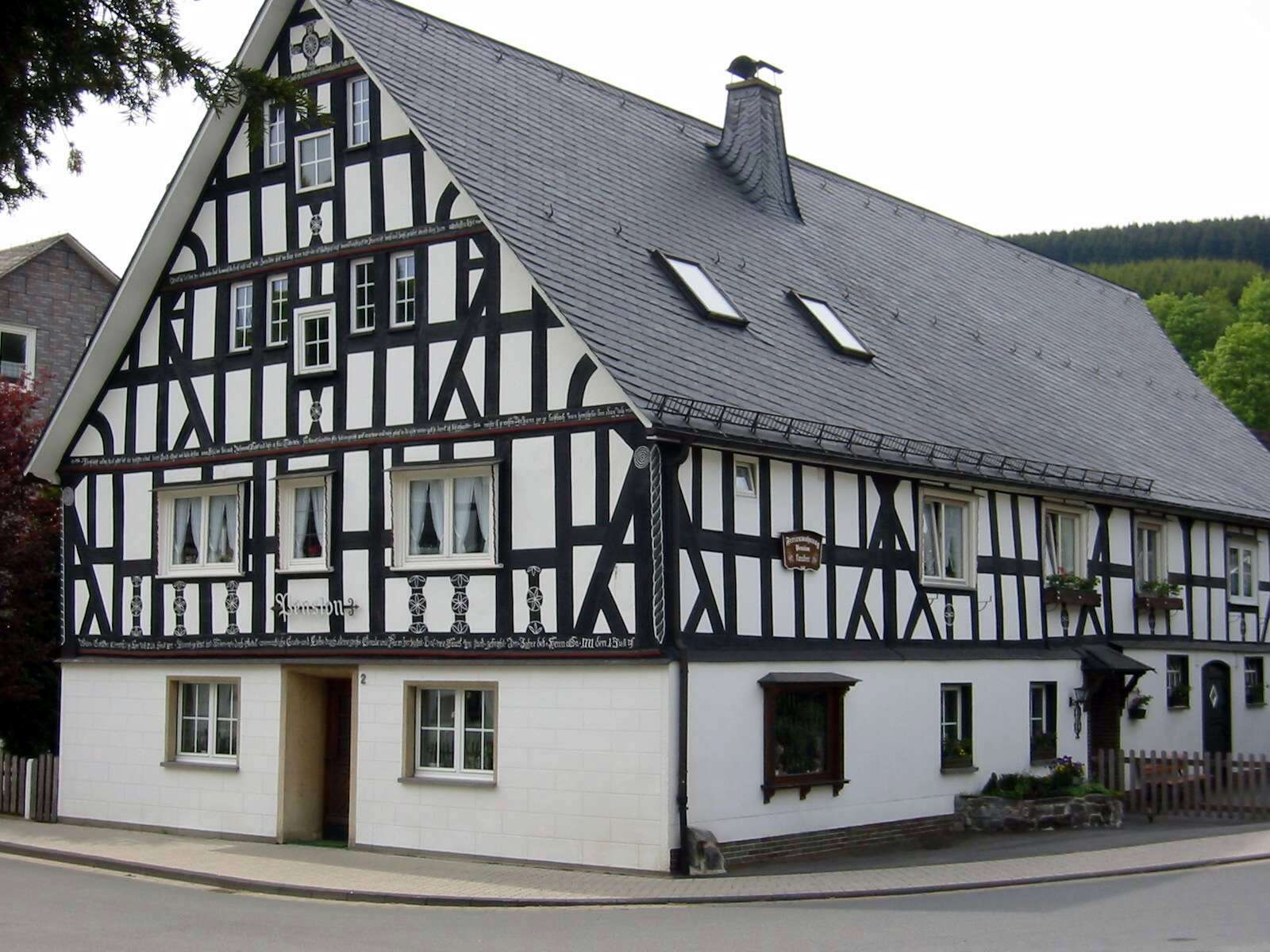
Wohnhaus in Girkhausen

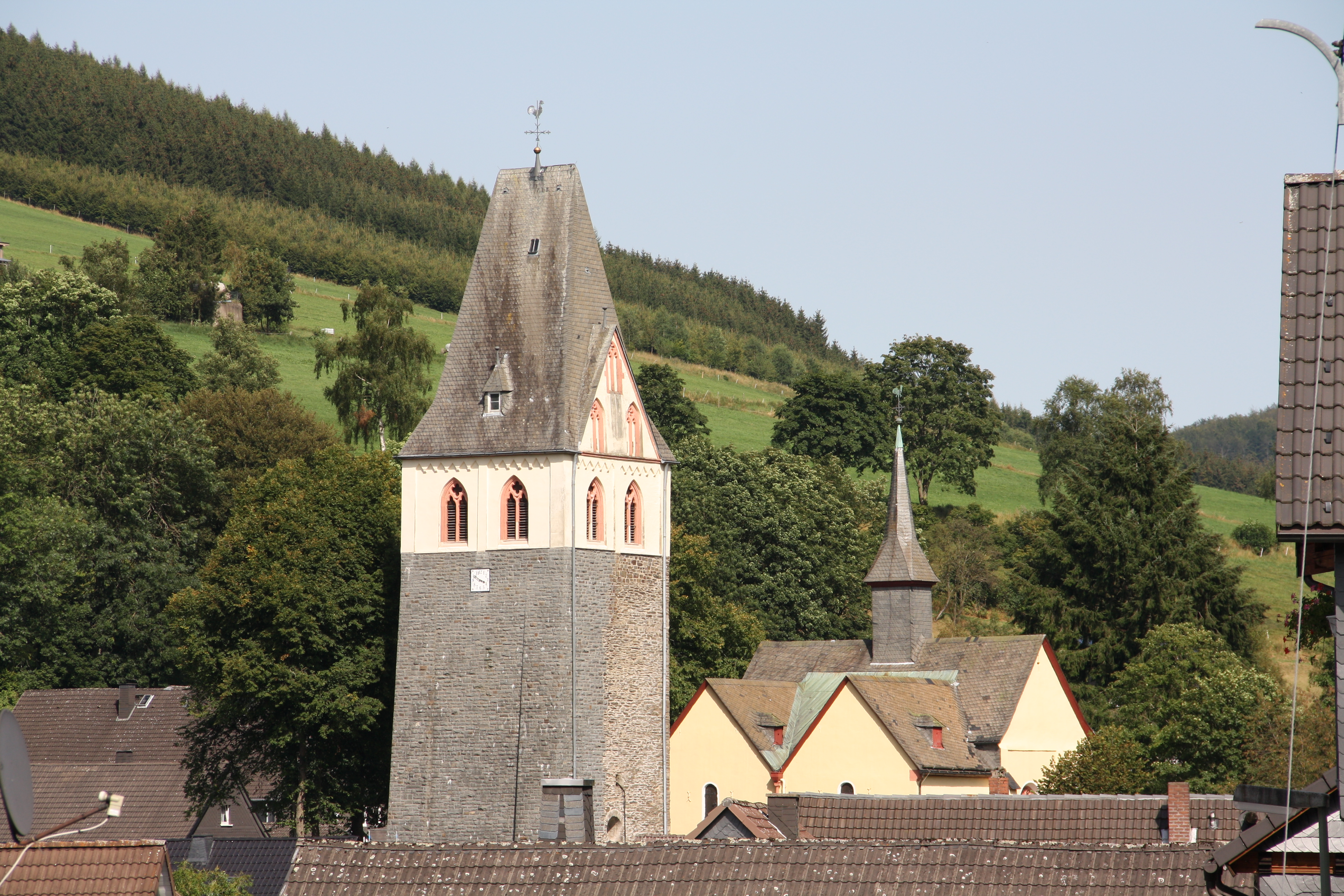
Kirche in Girkhausen

## Geografie
Das knapp 900 Einwohner zählende Dorf Girkhausen liegt etwa 10 km nördlich von Bad Berleburg (Kreis Siegen-Wittgenstein) im engen Tal der Odeborn, nur einige Kilometer südlich des Kahlen Astens (841,9 m ü. NN) und unweit des Rothaarsteigs.

## Geschichte
Die erste urkundliche Erwähnung des Ortes geht zurück auf das Jahr 1220. Ein Ritter Cunradus de Gerhatinkusen, Mitglied des Rittergeschlechts derer zu Gerhartinkusen, sagte damals als Zeuge in einem Prozess aus. Der Ort selber ist jedoch vermutlich um einiges älter. Die auf die Ritter zurückgehende Namensgebung wandelte sich später über viele Zwischenformen zum heutigen Girkhausen. Zum Ort gehört der Weiler Reppringhausen.
Seit dem 1. Januar 1975 gehört Girkhausen zu Bad Berleburg. (§ 18 Sauerland/Paderborn-Gesetz) Der Ort Hoheleye wurde an die Stadt Winterberg im Hochsauerlandkreis abgetreten.

### Einwohnerentwicklung
- 1961: 922 Einwohner, davon 25 in Hoheleye[2]
- 1970: 985 Einwohner, davon 42 in Hoheleye[2]
- 1974: 1022 Einwohner, davon 48 in Hoheleye[3]
- 2011: 933 Einwohner (ohne Hoheleye)
- 2021: 861 Einwohner[1]

## Kultur und Sehenswürdigkeiten
Den weithin sichtbaren Mittelpunkt des Dorfes bildet die ehemalige Wallfahrtskirche aus dem 13. Jahrhundert. Es handelt sich um eine zweischiffige und zweichörige Kirche. Bis zur Reformation war diese eine weithin bekannte Marienkirche mit Marienbild. Diese Madonna von Girkhausen verschwand danach jedoch spurlos. Als Besonderheit steht der knapp 30 Meter hohe Kirchturm seit 1680 isoliert vom übrigen Kirchengebäude. Das Ortsbild von Girkhausen wird durch zahlreiche schöne Fachwerkhäuser geprägt. Als weitere Sehenswürdigkeit gilt die Drehkoite, ein Heimat- und Handwerksmuseum, in dem man auch heute noch die alte Tradition der Holzschüsseldreher und des Holzlöffel-Schnitzens mit eigenen Augen erleben kann.

### Sportstätten
In Girkhausen existiert noch ein Naturrasen-Sportplatz älterer Zeit, der von dem VfL Girkhausen genutzt wird. Die Abmessungen dieses Platzes weichen vom üblichen Standard ab, insbesondere in der Breite, sodass seine Form eher sehr länglich ist. Infolge der geringen Breite von nur ungefähr 45 Metern nimmt der regelkonform markierte Strafraum eines Fussballfeldes (etwa 40,3 Meter) hier verhältnismäßig viel Platz ein. Da die zu den Ecken liegenden seitlichen Streifen somit sehr schmal sind, entstehen durch unsportliche Aktionen bei der Abwehr über die Flügel vorgetragener Angriffe während der dort ausgetragenen Spiele relativ viele Strafstöße.

## Persönlichkeiten
- Johann Heinrich Schramm (* 20. März 1676 in Girkhausen; † 20. Januar 1753 in Herborn), reformierter Theologe
- Gerhard Dickel (* 28. Juni 1938 in Girkhausen; † 14. Juli 2003 in Hamburg), Kirchenmusikdirektor, Kantor, Organist und Musikprofessor in Hamburg